# Gualchos
Gualchos és un municipi de la província de Granada, amb una superfície de 30,98 km², una població de 2294 habitants (2004) i una densitat de població de 84,60 hab/km².